# Cothurus
Cothurus is een geslacht van kevers uit de familie spartelkevers (Mordellidae).
Het geslacht is voor het eerst wetenschappelijk beschreven in 1891 door Champion.

## Soorten
Het geslacht omvat de volgende soorten:
- Cothurus bordoni Franciscolo, 1987
- Cothurus iridescens Champion, 1891